# Атаманская (Краснодарский край)
Атаманская — станица в Павловском районе Краснодарского края. Образует Атаманское сельское поселение.
Население — 3 880 жителей (2002).

## География
Станица расположена на берегах речки Сосыка (приток Еи), в 10 км западнее районного центра — станицы Павловской.
Железнодорожная станция Хуторская на линии Староминская — Сосыка-Ейская в настоящее время не работает.

## История
Населённый пункт основан на дополнительном неделе станицы Полтавской в 1880 год как посёлок (после 1891 года — хутор) Сосыкский; в 1914 году преобразован в станицу, которая получила название Атаманская.

## Известные уроженцы
Воробьёв, Николай Тимофеевич — Герой Советского Союза.
Селищев Александр Владимирович тренер по боксу, Заслуженный Работник Физической Культуры Кубани. Первый тренер Пальцевой Екатерины Андреевны.
Слюсарь Борис Николаевич, бывший генеральный директор авиастроительной компании Роствертол.

## Население
| 2002  | 2010  | 2012  | 2013  | 2014  | 2015  |
| ----- | ----- | ----- | ----- | ----- | ----- |
| 3880  | ↗3952 | ↗3971 | ↗4017 | ↗4063 | ↗4165 |
| 2016  | 2017  | 2018  | 2019  | 2020  | 2021  |
| ↘4140 | ↗4179 | ↗4203 | ↘4162 | ↘4119 | ↘3322 |
| 2023  |       |       |       |       |       |
| ↘3215 |       |       |       |       |       |